# أكيهيكو ماتسودا
أكيهيكو ماتسودا (22 يونيو 1965 في اليابان - ) (بالكانا:まつだ あきひこ) هو لاعب كرة طائرة ياباني. شارك في الألعاب الأولمبية الصيفية 1992.

## وصلات خارجية
- أكيهيكو ماتسودا على موقع الدوري الياباني (مؤرشف) (اليابانية)
- أكيهيكو ماتسودا على موقع أوليمبيديا (الإنجليزية)